# Санта Марина (Салерно)
Санта Марина (итал. Santa Marina) је насеље у Италији у округу Салерно, региону Кампанија.
Према процени из 2011. у насељу је живело 467 становника. Насеље се налази на надморској висини од 405 м.

## Становништво
| 1931. | 1936. | 1951. | 1961. | 1971. | 1981. | 1991. | 2001. | 2011. |
| ----- | ----- | ----- | ----- | ----- | ----- | ----- | ----- | ----- |
| 1.901 | 2.104 | 2.437 | 2.610 | 3.038 | 3.227 | 3.285 | 3.303 | 3.166 |